# Sehbehinderten- und Blindenzentrum Südbayern

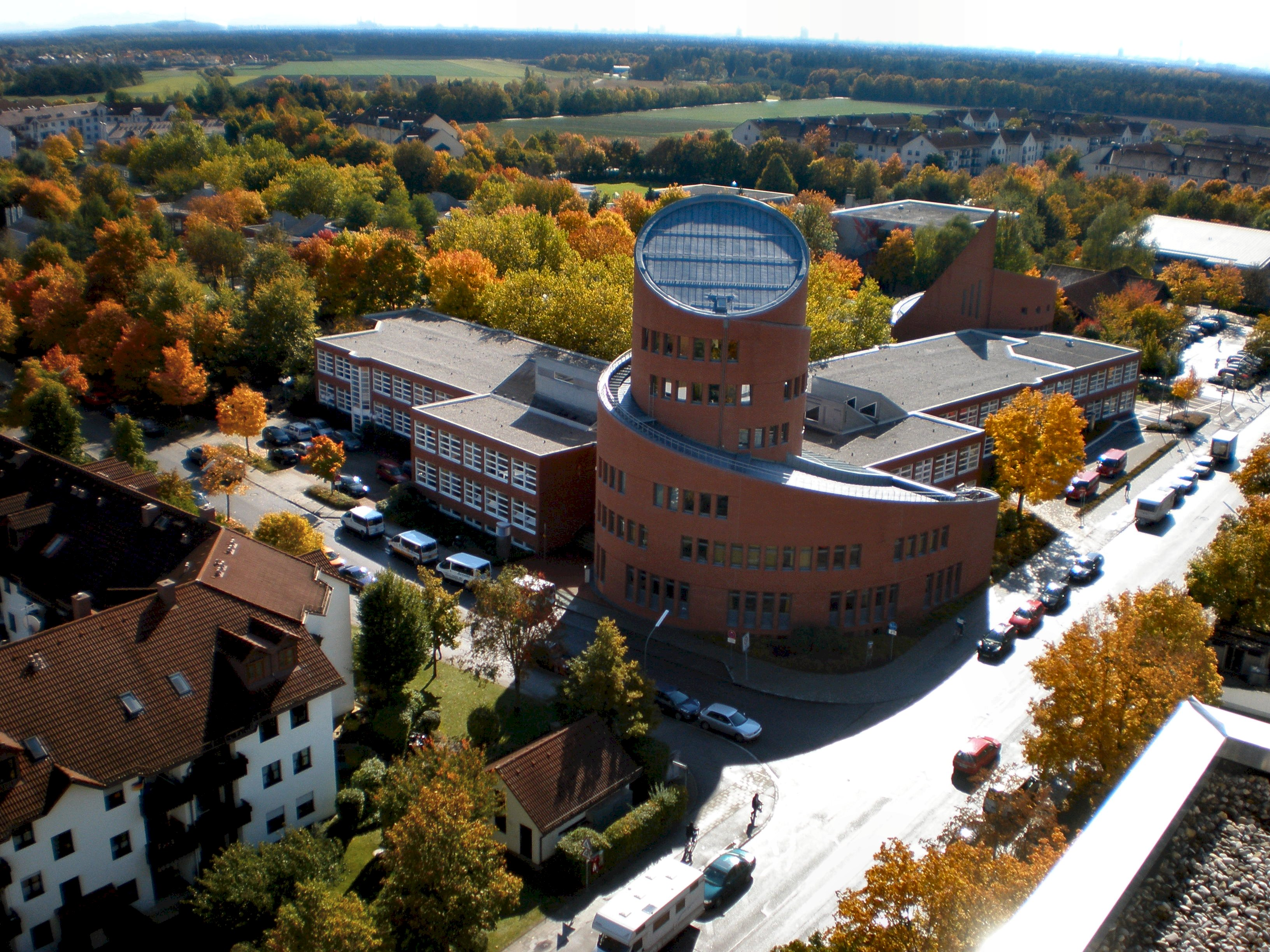
Sehbehinderten- und Blindenzentrum in Unterschleißheim

Das Sehbehinderten- und Blindenzentrum Südbayern ist ein staatlich anerkanntes privates Bildungszentrum in Unterschleißheim.

## Geschichte
Im Jahr 1889 wurde die Blindenanstalt in Augsburg vom Verein für Sehgeschädigtenerziehung e. V. eröffnet. Aus dieser Einrichtung entwickelte sich das heutige Sehbehinderten- und Blindenzentrum Südbayern, das seit 1983 seinen Sitz in Unterschleißheim hat. Im Herbst 1983 wurde das Sehbehindertenzentrum Südbayern auf einem 35.000 m² großen Gelände eröffnet. Das Zentrum besteht aus einer schulvorbereitenden Einrichtung, Grund- und Mittelschule, Realschule, Beratungsstelle, Internat, Tagesstätte und einem Heim sowie Gemeinschaftshaus, Spielhaus, Sportanlagen und Schwimmbad. Seit 1999 werden auch nicht sehbehinderte Menschen betreut.

## Gelände und Gebäude
Das Sehbehinderten- und Blindenzentrum Südbayern ist durch eine Busverbindung des MVV und durch eine Münchner S-Bahn-Linie erreichbar. Seine Lage wird begünstigt durch die unmittelbare Nähe zum Rolf-Zeitler-Park, zur Stadtbibliothek und zum Rathaus.

## Edith-Stein-Realschule
Die Edith-Stein-Realschule ist Teil des Sehbehinderten- und Blindenzentrums Südbayern und ist die einzige Realschule für Sehgeschädigte in Bayern. Die Schüler werden entsprechend dem Lehrplan für die Bayerische Realschule beziehungsweise dem Realschullehrplan für Sehbehinderte und Blinde unterrichtet.

## Edith-Stein-Förderzentrum

### Grundschule
Der Unterricht in der fünfjährigen Grundschule erfolgt nach dem LehrplanPLUS-Förderschule/Förderschwerpunkt Sehen, der auf dem LehrplanPLUS-Grundschule basiert.

### Mittelschule
Die Schülerinnen und Schüler der Mittelschule werden nach dem LehrplanPLUS-Förderschulen / Förderschwerpunkt Sehen unterrichtet, der auf dem LehrplanPLUS-Mittelschule basiert. Ab der 7. Jahrgangsstufe wird Unterricht in den „berufsorientierenden Zweigen“ Wirtschaft, Soziales und Technik erteilt.